# Drop Dead Diva
Pour les articles homonymes, voir Diva et DDD.
Drop Dead Diva ou Diva de l'au-delà au Québec est une série télévisée américaine en 78 épisodes de 42 minutes, créée par Josh Berman et diffusée entre le 12 juillet 2009 et le 22 juin 2014 sur Lifetime et, au Canada, sur Slice et Showcase, puis Lifetime.
En France, elle est diffusée entre le 9 mai 2010 et le 1er février 2015 sur Téva, depuis le 20 octobre 2010 sur M6 et depuis 2019 sur TMC. Au Québec depuis le 2 juin 2010 sur Séries+, en Belgique, sur Be 1 et depuis le 7 septembre 2014 sur RTL-TVI puis sur Plug RTL et en Afrique depuis le 25 février 2020 sur Canal+ Elles.

## Synopsis
Deb Dobkins, un mannequin pas très futé, meurt dans un accident de voiture. Arrivée aux portes du paradis, elle supplie le gardien Fred de lui donner une nouvelle chance de revenir sur Terre, mais celui-ci refuse. Par dépit, Deb appuie elle-même sur le bouton « Retour ». Elle est alors ramenée sur Terre dans le corps d'une autre personne, tout juste décédée : Jane Bingum, une brillante avocate très intelligente à la forte taille.
D'abord horrifiée par ce changement, Deb, désormais piégée dans la peau de Jane, découvre sa beauté intérieure et ses nouvelles capacités intellectuelles. Mais elle va aussi découvrir qu'un de ses collègues de travail n'est autre que Grayson, l'amour de sa vie, qui comptait la demander en mariage avant son accident.
Maintenant, elle a deux alliés dans sa nouvelle vie : Fred, le gardien des portes du paradis qui en raison de sa négligence a été rétrogradé au rang d'ange gardien, et Stacy Barrett, sa meilleure amie, seule à connaître son secret.

## Distribution

### Acteurs principaux
- Brooke Elliott (VF : Virginie Méry) : Jane Bingum / Deb Dobkins
- Margaret Cho (VF : Julie Turin) : Teri Ly
- April Bowlby (VF : Chloé Berthier) : Stacy Barrett
- Kate Levering (VF : Barbara Delsol) : Kim Kaswell
- Jackson Hurst (VF : Jean-François Cros) : Grayson Kent
- Josh Stamberg (VF : Serge Faliu) : Jay Parker (saisons 1 à 4)
- Ben Feldman (VF : Denis Laustriat) : Fred (récurrent saisons 1, régulier saisons 2 et 3, invité saisons 4 et 6)
- Carter MacIntyre (en) (VF : Jérémy Prévost) : Luke Daniels (régulier saison 4, invité saison 5)
- Lex Medlin (VF : Guillaume Lebon) : Owen French (récurrent saison 3, régulier saisons 4 à 6)
- Justin Deeley (en) (VF : Fabrice Trojani) : Paul (saisons 5 et 6)

### Acteurs récurrents
Introduits lors de la saison 1
- Sharon Lawrence (VF : Céline Monsarrat) : Bobbie Dobkins, mère de Deb (invitée saisons 1 à 5)
- Faith Prince (en) (VF : Brigitte Aubry) : Elaine Bingum, mère de Jane (invitée saisons 1 à 5)
- Gregory Alan Williams (VF : Med Hondo) : Juge Warren Libby
- Kenny Alfonso (VF : Matthieu Albertini) : Joe Cummings (saisons 5 et 6, invité saisons 1 à 4)
- Mike Pniewski (VF : Denis Boileau) : Amos Hanson (saisons 3 et 6, invité saisons 1, 2, 4 et 5)
- Rhoda Griffis (VF : Pauline Larrieu) : Paula Dewey (saison 6, invité saisons 1 à 5)
- Brooke D'Orsay (VF : Élisabeth Ventura) : Deborah « Deb » Dobkins (saisons 1, 2, 3 et 6)
- Paula Abdul (VF : Françoise Cadol) : Elle-même (saisons 1 à 3)
- David Denman (VF : Jérôme Berthoud) : Tony Nicastro (saisons 1 et 2)
- Rosie O'Donnell (VF : Brigitte Virtudes) : Juge Madeline Summers (saisons 1 et 2)
- Vickie Eng (en) (VF : Dominique Lelong) : Juge Rita Mayson (saisons 1 à 4)

Introduits lors de la saison 2
- Jaime Ray Newman (VF : Anne Dolan) : Vanessa Hemmings (saisons 2 et 3, invitée saison 5)
- Jeff Rose (VF : Tanguy Goasdoué) : Doug Resnick (saisons 2, 3, 5 et 6)
- Marcus Lyle Brown (VF : Stéphane Fourreau) : Paul Saginaw (saisons 2 à 6)

Introduits lors de la saison 3
- Michael Burgess (VF : Jean-Baptiste Anoumon) : Carl Wentworth (saisons 3 à 5)
- Sharon Garrison (VF : Sylvie Moreau) : Juge Amelia Sanders (saisons 3 à 6)
- Brandy Norwood (VF : Valérie Siclay) : Elisa Shayne (saisons 3 et 4)
- Robert Hoffman (VF : Rémi Bichet) : Brian Pullman (saison 3)
- Ben Shenkman (VF : Jérôme Keen) : Dr Bill Kendall (saison 3)
- Bruce Davison (VF : Michel Paulin) : le juge Cyrus Maxwell (saison 3)

Introduits lors de la saison 4
- Kim Kardashian (VF : Cécile D'Orlando) : Nikki LePree (saison 4)
- Victor McCay (VF : Yann Peira) : le juge Halloran (saison 4)
- J. Karen Thomas (en) (VF : Maïk Darah) : la juge Bev Holder (saison 4)
- Tony Sears (VF : Vincent Violette) : le juge Redmund (saison 4)
- Adam J. Harrington (en) (VF : Jean-Pierre Michaël) : Carlyle (saison 4)

Introduits lors de la saison 5
- Kwajalyn Brown (VF : Isabelle Ganz) : la juge Tara Flint (saisons 5 et 6)
- Natalie Hall (VF : Olivia Luccioni) : Britney / Jane Bingum (saison 5)
- Annie Ilonzeh (VF : Barbara Kelsch) : Nicole Hamill (saison 5)

Introduits lors de la saison 6
- Jeffrey Pierce (VF : Pierre Tissot) : Ian Holt / Grayson Kent (saison 6)
- Virginia Williams (VF : Rafaèle Moutier) : Belinda Scotto (saison 6)
- Lisa Long (VF : Anne Deleuze) : la juge Grossman (saison 6)

### Invités
- Version française
  - Société de doublage : Dubbing Brothers[6],[7]
  - Direction artistique : Valérie Siclay[7]
  - Adaptation des dialogues : Brigitte Grynblat et Pascale Gatineau[7]

 Source et légende : version française (VF) sur RS Doublage et Doublage Séries Database

## Production

### Développement
En août 2007, la série est d'abord développée pour le réseau américain Fox.
En avril 2008, devant le refus de la première, Lifetime reprend le projet. En janvier 2009, Lifetime est satisfaite du pilote et commande la série.
Le 20 août 2009, soit après la diffusion du sixième épisode, la série est renouvelée pour une deuxième saison de treize épisodes.
Le 23 septembre 2010, elle est renouvelée pour une troisième saison.
Le 22 septembre 2011, elle est renouvelée pour une quatrième saison,. Le mois suivant, Lex Medlin est promu à la distribution principale, puis en février 2012, Carter MacIntyre décroche un nouveau rôle principal.
Le 15 janvier 2013, la série est arrêtée. Sony Pictures TV, la société de production, s'est alors mise à la recherche d'une autre chaîne. Le 1er mars 2013, on annonce que, finalement, Lifetime commande une cinquième saison de la série. La production annonce le non-retour de Carter MacIntyre et de Josh Stamberg, puis l'embauche de Justin Deeley comme nouvel ange. Le 25 octobre 2013, Lifetime renouvelle la série pour une sixième saison de treize épisodes, qui sera la dernière.
La possibilité d'un film a été évoqué sur Twitter et Jackson Hurst ainsi que Lex Medlin seraient intéressés si le projet se fait.[réf. nécessaire]

### Attribution des rôles
En juin 2008, la distribution principale débute dans cet ordre : Brooke Elliott, Margaret Cho et Jackson Hurst, Golden Brooks (en) (Kim) et April Bowlby, et Josh Stamberg.
Entretemps, le rôle de Kim est recasté et attribué à Kate Levering.

## Épisodes

### Première saison (2009)
1. Tombée du ciel (Pilot)
2. Les Intouchables (The F Word)
3. Stratégie de l'artifice (Do Over)
4. La Muraille de Chine (The Chinese Wall)
5. Et pour quelques années de plus (Lost and Found)
6. La Mort vous va si bien (Second Chances)
7. Baiser mortel (Magic Bullet)
8. Le Bulldog (Crazy)
9. Question de style (The Dress)
10. Destin de cristal (Make Me a Match)
11. Sang dessus-dessous (What If?)
12. Pavillon noir (Dead Model Walking)
13. Le Souffle de Cupidon (Grayson's Anatomy)

### Deuxième saison (2010)
Elle est diffusée à partir du 6 juin 2010.
1. Les Raisins de la colère (Would I Lie To You?)
2. Aux premières loges (Back From the Dead)
3. Double vie (The Long Road to Napa)
4. Loin des yeux, loin du cœur (Home & Away)
5. Maladie d'amour (Senti-Mental Journey)
6. Tout pour la musique (Begin Again)
7. Secrets de famille (A Mother's Secret)
8. La Reine des teignes (Queen of Mean)
9. Au placard (Last Year's Model)
10. La Guerre des ex (Will and Grayson)
11. Rira bien qui rira le dernier (Good Grief)
12. Vilaines filles (Bad Girls)
13. Coup de grâce (Freeze The Day)

### Troisième saison (2011)
Elle est diffusée à partir du 19 juin 2011.
1. Par procuration (Hit and Run)
2. Fausse alarme (False Alarm)
3. La Cuisse de Jupiter (Dream Big)
4. Au Panthéon des témoins (The Wedding)
5. Seules contre tous (Prom)
6. Un Monde de possibilités (Closure)
7. Le Goût de l'indépendance (Mothers' Day)
8. Une longueur d'avance (He Said, She Said)
9. Faites vos jeux (You Bet Your Life)
10. Le Complexe du héros (Toxic)
11. Tu ne voleras point (Ah Men)
12. Medieval mania (Bride-a-Palooza)
13. À cœurs perdus (Change of Heart)

### Quatrième saison (2012)
Elle est diffusée à partir du 3 juin 2012.
1. La Vie rêvée des anges (Welcome Back)
2. Au nom du père (Home)
3. Le Dernier des dodos (Freak Show)
4. Vilain petit canard (Winning Ugly)
5. Et ils vécurent heureux… (Happily Ever After)
6. La Taupe (Rigged)
7. Haute trahison (Crushed)
8. Nuit de pleine lune (Road Trip)
9. Un seul être vous manque… (Ashes to Ashes)
10. La Dernière danse (Lady Parts)
11. Le Marteau et l'enclume (Family Matters)
12. C'est du gâteau ! (Pick's and Pakes)
13. Panique au paradis (Jane's Getting Married)

### Cinquième saison (2013)
Elle est diffusée à partir du 23 juin 2013.
1. Résurrection (Back from the Dead)
2. La Vraie Jane (The Real Jane)
3. Jamais plus comme avant (Surrogates)
4. Au nom de la réussite (Cheaters)
5. Vies secrètes (Secret Lives)
6. Trio (Fool for Love)
7. Reines de beauté (Missed Congeniality)
8. Mariage à la mexicaine (50 Shades of Grayson)
9. In terrorem (Trust Me)
10. Thérapie sexuelle (The Kiss)
11. Contrat d'amour (One Shot)
12. Affaire de mœurs (Guess Who's Coming)
13. Bas les masques (Jane's Secret Revealed)

### Sixième saison (2014)
Elle est diffusée depuis le 23 mars 2014.
1. L'Aveu (Truth & Consequences)
2. Les Âmes sœurs (Soulmates)
3. Rock'n'roll attitude (First Date)
4. À la vie, à la mort (Life and Death)
5. L'Avocat du diable (Cheers & Jeers)
6. Desperate Housewife (Desperate Housewife)
7. Sister Act (Sister Act)
8. Crise d'identité (Identity Crisis)
9. Les Trois bagues (Hope and Glory)
10. La Liste noire (No Return)
11. Aller-retour pour l'enfer (Afterlife)
12. Mon super héros (Hero)
13. À la guerre comme à la guerre (It Had To Be You)

## Accueil

### Audiences

#### Aux États-Unis
Diffusée sur Lifetime aux États-Unis, la série est un vrai succès à l’antenne. Le pilote a attiré l’attention de 2,8 millions de curieux, soit une hausse de 129 % par rapport à la moyenne de la case horaire. Le 16 août 2009, à l’occasion de l’apparition de Jorja Fox (vue dans Les Experts) dans la série, un peu plus de 3 millions de téléspectateurs ont répondu présent. Sans surprise, aux vues des performances sur les femmes de 25 à 54 ans, une deuxième salve d’épisodes a été rapidement commandée.

#### Dans les pays francophones
En France, la série attire près de 300 000 téléspectateurs en moyenne, une très bonne audience pour la chaîne.

## Commentaires
- Margaret Cho et Brandy Norwood ont participé à la onzième saison de l'émission de télé réalité Dancing with the Stars entre septembre et novembre 2010. Cho a été éliminée le jour 16, et Norwood une semaine avant la finale. Quant à Paula Abdul, elle a été invitée à être juge le temps d'une émission lors de la cinquième saison en 2012.